# Dulqadiridi
Il Beilikato anatolico dei Dulqadiridi, o Dhulqadiridi (turco: Dulkadiroğulları Beyliği), attivo tra il XIV e il XV secolo, è stato uno dei principati di frontiera istituito dai turchi Oghuz, da clan Qizilbash Bayat, da alcuni della tribù Afshari e dai Begdili, dopo il declino del Sultanato selgiuchide di Rūm. Le capitali del Beilikato si trovavano, nelle diverse epoche, attorno alla città di Elbistan, nella attuale provincia di Kahramanmaraş (Turchia).

## Storia
Dapprima vassalli dei Mamelucchi, i Dulqadiridi divennero poi vassalli degli Ottomani.

Devono il loro nome a Zayn al-Dīn Qaraja b. Dulqādir, che penetrò nel 1335 nella Piccola Armenia alla testa di 5000 guerrieri a cavallo.
Per un certo periodo, il Beilikato dei Dulkadiroğulları esercitò una certa influenza, riuscendo ad estendersi da Kırşehir a Mosul, ma con l'ascesa degli Ottomani diventarono uno Stato cuscinetto tra l'Impero ottomano e il Sultanato mamelucco d'Egitto e Siria. Diventarono parte dell'Impero ottomano ai primi del XVI secolo e a metà del XIX secolo la regione ebbe come suo più importante centro Elbistan, nell'attuale provincia di Kahramanmaraş, spesso definita dei Dulkadiroğulları (o Zulkadriyye ) nei documenti ottomani.
La dinastia dulqadiride è anche importante per aver dato alla luce Emine Hatun, la figlia di Nasreddin Mehmed Bey, quinto Bey dulqadiride. Ella fu infatti la terza moglie del Sultano ottomano Mehmet I e madre del Sultano Murad II. Quest'ultimo è l'antenato di tutti i Sultani che si succedettero fino alla dissoluzione del Sultanato ottomano.
Parimenti importante il fatto che Sittişah Mükrime Hatun, figlia di Süleyman Bey, sesto signore dei Dulkadiroğulları, fosse moglie del Sultano ottomano Mehmed II e che Ayşe Hatun, figlia di Alaüddevle Bozkurt, undicesimo Bey dulqadiride, fosse consorte del Sultano ottomano Bayezid II e, di conseguenza, matrigna di Selim I.

## Elenco dei Bey
1. Zeyneddin Karaca Bey (1337-1353)
2. Garseddin Halil Bey (1353-1386)
3. Şaban Süli Bey (Sevli Bey) 1386-1398)
4. Sadaka Bey (1398-1399)
5. Nasireddin Mehmed Bey (1399-1442)
6. Dulkadiroğlu Süleyman Bey (1442-1454)
7. Melik Arslan Bey (1454-1465)
8. Şah Budak Bey (1465-1467)  - prima volta
9. Şehsuvar Bey(1467-1472)
10. Şah Budak Bey (1472-1480) - seconda volta
11. Alaüddevle Bozkurt Bey (1480-1515)
12. Dulkadiroğlu Ali Bey (1515-1522)